# Friedrich August von Quenstedt
Friedrich August von Quenstedt, född 9 juli 1809 i Eisleben, död 21 december 1889 i Tübingen, var en tysk geolog.
Quenstedt studerade geognosi vid Berlins universitet under Christian Samuel Weiss. År 1837 blev han professor vid universitetet i Tübingen och ägnade sig därefter med stor framgång åt ett ytterst noggrant studium av jurasystemet i södra Tyskland. Han gjorde sig även känd som en framstående paleontolog och mineralog.